# 지명관
지명관(池明観, 1924년 10월 11일~2022년 1월 1일)은 대한민국의 종교정치학자, 평론가, 크리스천이다. 일본학연구소장, KBS 이사장 등을 역임했다. 평안북도 출생으로 서울대학교 출신이다.

## 같이 보기
- 대한민국 헌법 제8호
  - 5·18 광주 민주화 운동
- 한국학
- 사토 기요시 (영문학자)
- 스미야 미키오(일본어판)
- 한나 아렌트